# マーチー・リー
マーチー・リー・イン・キン（Marchy Lee Ying-Kin, 繁体字: 李英健、1976年9月2日 - ）は、香港のレーシングドライバー。

## 経歴
父親もレーサーだったため、幼い頃からカートに参戦し、1996年に珠海国際サーキットが建設された際、第1回中国フォーミュラキャンパス選手権に参戦し優勝を飾ると、フランス・ル・マンにあるラ・フィリエール・レーシングスクールへのスカラシップを獲得。
3年間フランスで過ごし、フォーミュラ・キャンパスからフランスF3選手権へステップアップした。
その後拠点をアジアに戻り、アジアとオーストラリアのF3レースに参戦。セパンで開催されたアジアF3レースで2勝を挙げ、マカオグランプリでは7位完走を果たす。
2003年8月、悪天候に見舞われたフィリップ・アイランドで開催されたオーストラリアF3レースでポールポジションを獲得。
その後、北京で開催されたフォーミュラ・BMW・アジアで2勝を挙げ、マカオで開催されたフォーミュラ・ルノーでは中尾秀彬に次いで2位となった。また、ポルシェ・カレラカップ・アジアにも参戦し、、アクセルペダルにトラブルを抱えていた中でアレックス・ユーン、チャールズ・クワン、マシュー・マーシュ、ナイジェル・アルボンに次ぐ5位でチェッカーを受けた。

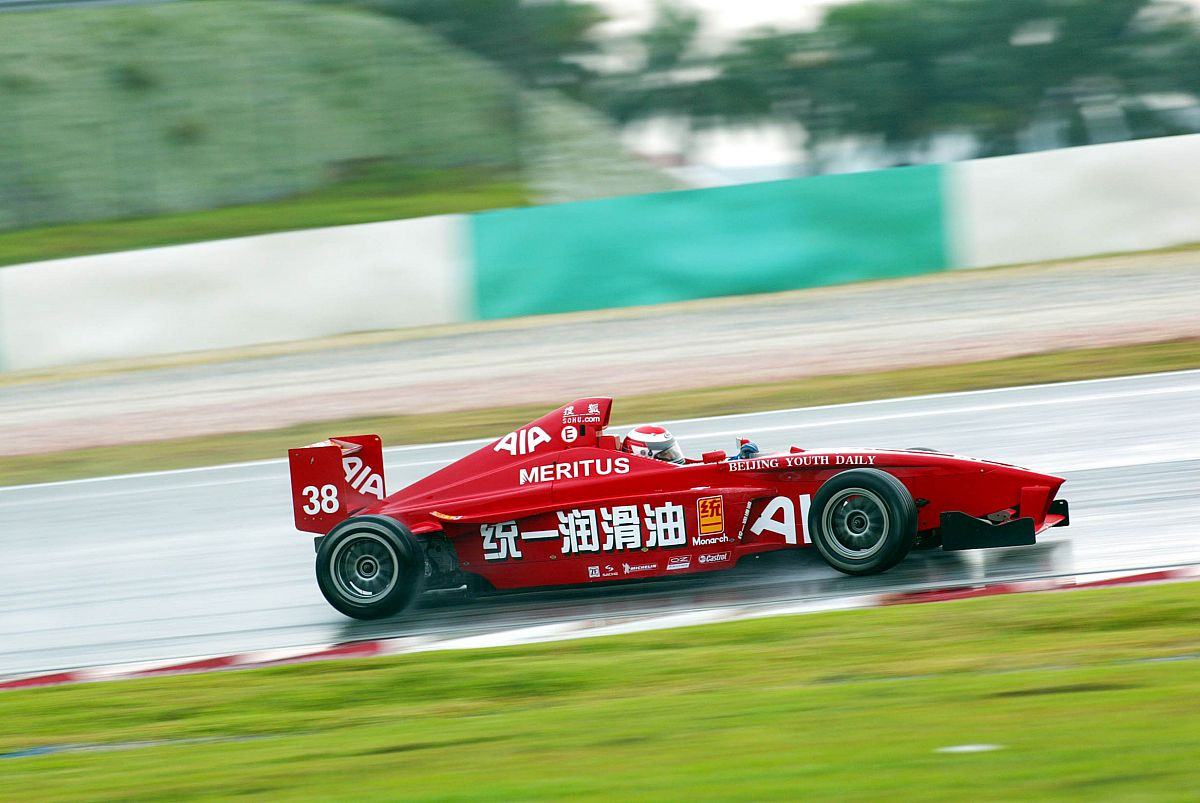
フォーミュラ・BMW・アジア参戦時代（2004年）

2004年、 チーム・メリタスからフォーミュラ・BMW・アジアに参戦し、12勝を挙げ、中国人初のチャンピオンとなった。チャンピオンを獲った副賞に、チーム・ロズベルグF3チームとの3日間のテストに参加した。
2004年のフォーミュラ・BMW・アジアでタイトルを獲得した後、ムジェロでミナルディチームでF1マシンをテストする機会も得たが、中止となった。
2005年と2006年にはスポンサーとの契約の問題でレースから遠ざかっていたが、フォーミュラ・アジアV6・バイ・ルノー最終戦珠海よりチーム・メリタスに復帰。マシュー・ハリデーに次ぐ2位に入り、ファステストラップを記録した。
2007年3月24日 - 25日に珠海で開催されたアジアン・スーパーカー・チャレンジにフェラーリ・F430で出場し、優勝1回、2位1回を獲得した。その後セパンで開催されたポルシェ・カレラカップ・アジアに出場し、2位を2回獲得した。
2007年のフォーミュラ・アジアV6・バイ・ルノー・シリーズにメリタスより参戦。
2007年7月13日、エイドリアン・フーが設立した新チームのドライバーに選ばれ、ポルシェ・カレラカップ・アジアの残りのレースに参戦した。
2007年8月1日、8月末にシルバーストンで開催されるA1チーム・チャイナのルーキーテストに、他の3人のドライバーと共に参加し、9月20日、A1チーム・チャイナのセカンドドライバーとして起用することを正式に発表された。10月12日にチェコで開催された第2戦でデビューを果たすと、ルーキーセッションではチームのデータ収集に尽力し、チェン・コンフーは10位と4位に入賞した。
2007年11月4日、珠海で開催されたポルシェ・カレラカップ・アジアに出場し、第11戦と第12戦で2連勝した。続く11月18日には、マカオ戦にも出場し、4位に入賞した（その後、優勝したダニー・ワッツが黄旗区間で追い越しをしたため30秒のペナルティを受けたため、3位に昇格した）。
2008年に初開催のスピードカー・シリーズに参戦した中で初の中国人ドライバーとなり、50号車を駆った。第3戦バーレーンでのレース2で4位、最終戦ドバイでの2レースで5位と3位を獲得し、ランキング9位となった。
スピードカー・シリーズと並行してチーム・ベターライフからポルシェ・カレラカップ・アジアにも参戦し、開幕戦セパンで2位と4位を獲得すると、第2戦上海では2位と5位を獲得した。

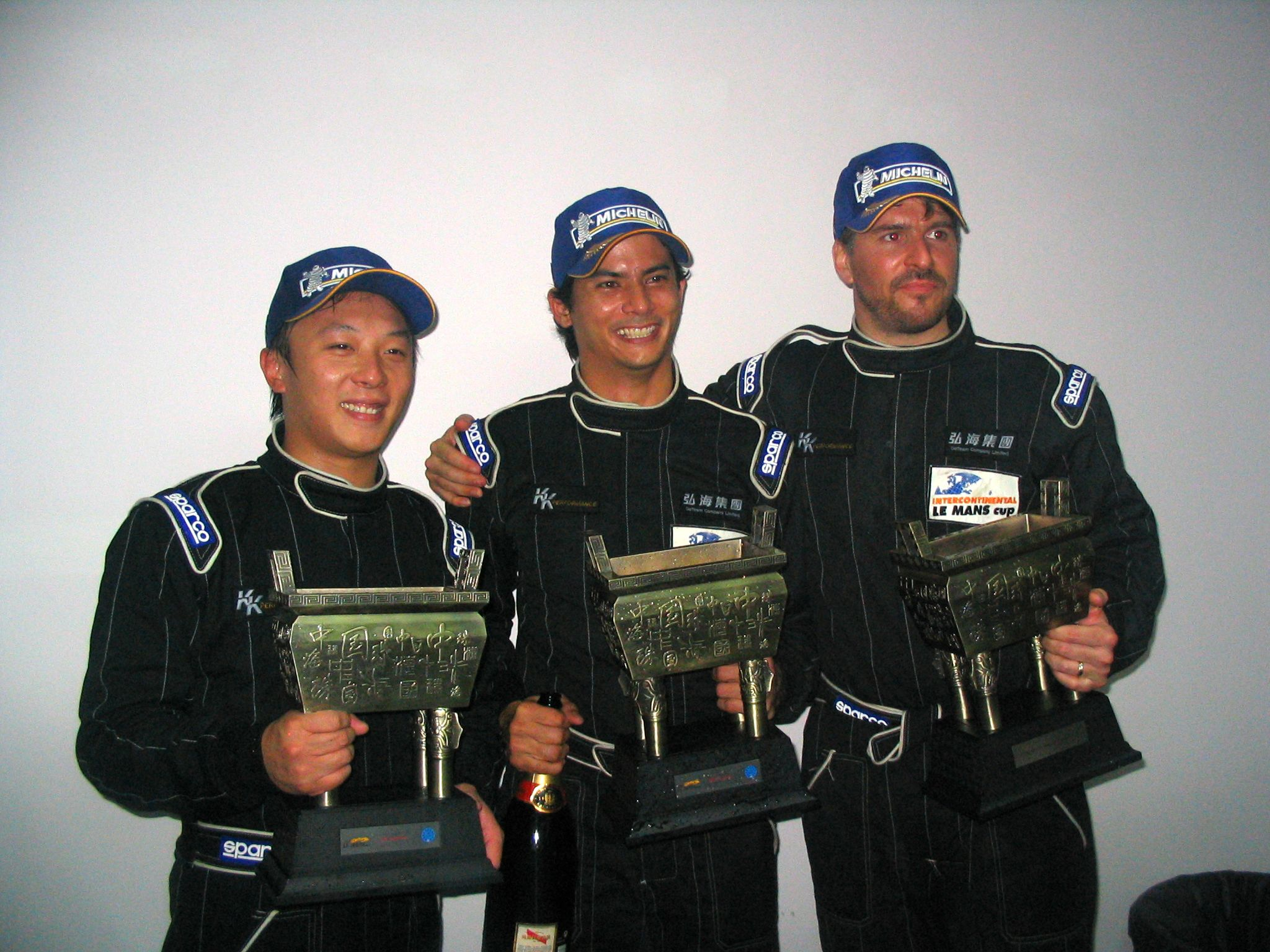
アレックス・ユーン、マシュー・マーシュと共に優勝トロフィーを掲げるマーチー・リー（写真左、インターコンチネンタル・ル・マン・カップ - 珠海1000kmGTCクラスにて）

2010年、ダイナテン・モータースポーツが運営するレッドブル・レーシングからポルシェ・カレラカップ・アジアに参戦し、6月に開催された珠海で2勝を挙げた。珠海での最終戦ではクリスチャン・メンツェルとのタイトル争いを繰り広げていたが、惜しくもランキング2位に終わった。
2010年11月7日、マシュー・マーシュ、アレックス・ユーンと組み、インターコンチネンタル・ル・マン・カップの珠海1000kmのKKパフォーマンス（ダイナテン・モータースポーツが運営）のアウディ・R8 LMSを駆った。予選11番手からスタートした98号車はレースの中心となり、ユナイテッド・オートスポーツの96号車がリタイアし、GTCクラスのトップを引き継ぎ、総合12位でチェッカーを受けた。
2011年11月21日、マカオGTカップでアウディ・R8 LMSを駆り、ランボルギーニ・ガヤルドを駆る澤圭太に敗れて2位に終わった。
2011年3月10日、 KKモータースポーツから世界ツーリングカー選手権に参戦すると発表した。しかし、わずか3戦で選手権から撤退した。
2012年11月11日、上海インターナショナル・サーキットで開催されたアウディR8 LMSカップ第12戦・最終戦で2位となり、初代チャンピオンとなった。

## 人物
現在、妻と2人の娘と共に香港に住んでいる。

## レース戦績

### 世界ツーリングカー選手権
| 年     | チーム                          | 車両        | 1        | 2        | 3         | 4         | 5        | 6        | 7     | 8     | 9     | 10    | 11    | 12    | 13    | 14    | 15    | 16    | 17    | 18    | 19    | 20    | 21    | 22    | 23    | 24    | DC | ポイント |
| ------ | ------------------------------- | ----------- | -------- | -------- | --------- | --------- | -------- | -------- | ----- | ----- | ----- | ----- | ----- | ----- | ----- | ----- | ----- | ----- | ----- | ----- | ----- | ----- | ----- | ----- | ----- | ----- | -- | -------- |
| 2011年 | デチーム・KK・ モータースポーツ | BMW・320 TC | BRA 1 16 | BRA 2 16 | BEL 1 Ret | BEL 2 DNS | ITA 1 20 | ITA 2 14 | HUN 1 | HUN 2 | CZE 1 | CZE 2 | POR 1 | POR 2 | GBR 1 | GBR 2 | GER 1 | GER 2 | ESP 1 | ESP 2 | JPN 1 | JPN 2 | CHN 1 | CHN 2 | MAC 1 | MAC 2 | NC | 0        |

- 太字はポールポジション、斜字はファステストラップ。(key)

### SUPER GT
| 年     | チーム  | 車両                 | クラス | 1       | 2      | 3      | 4     | 5      | 6   | 7   | 8   | 順位 | ポイント |
| ------ | ------- | -------------------- | ------ | ------- | ------ | ------ | ----- | ------ | --- | --- | --- | ---- | -------- |
| 2019年 | X WORKS | 日産・GT-R NISMO GT3 | GT300  | OKA Ret | FUJ NC | SUZ 28 | CHA 6 | FUJ 16 | AUT | SUG | MOT | 25位 | 5        |

- 太字はポールポジション、斜字はファステストラップ。(key)